# Cienia Wielka
Cienia is een plaats in het Poolse district  Sieradzki, woiwodschap Łódź. De plaats maakt deel uit van de gemeente Błaszki en telt 150 inwoners.